# Berlin (band)
 For alternative betydninger, se Berlin (flertydig). (Se også artikler, som begynder med Berlin)
Berlin er en popmusikgruppe dannet i 1979 og er stadig aktiv (forår 2004).
Berlin er mest kendt for hittet Take My Breath Away til filmen Top Gun i 1986.